# Бергштрасе
Бергштрасе је име округа у јужном Хесену, СР Немачка који се налази на источном обронку планине Оденвалд и простире између градова Дармштата и Визлох.
Истоимени путни правац се протеже кроз Баден-Виртемберг и Хесен. Крај је име добио због тога што се пут од давнина простирао поред обронака брда, јер је равница којом протиче више река (Рајна, Некар и њихове притоке) због честих промена тока и поплава била непогодна за градњу пута.
Путни правац Бергштрасе је још у римско време био важна трговачка веза. Данас туда пролази регионални пут који је уједно и позната туристичка траса кроз овај познати винарски крај.
Већи градови на путном правцу Бергстрасе су:
- Дармштат,
- Хепенхајм,
- Бенсхајм,
- Вајнхајм,
- Хајделберг и
- Визлох.

Главни град хесенског округа Бергстрасе је Хепенхајм. Округ који се састоји из 22 општине имао је на крају 2006. год. 265.010 становника.